# 金肩纹裸鼻雀
，是雀形目裸鼻雀科的一种鸟类。
金肩纹裸鼻雀体重约33克，翼长约96.8毫米，嘴峰长约17.9毫米，喙宽度约5.2毫米，喙厚度约5.5毫米，跗蹠长约21.4毫米，尾长约71.8毫米。金肩纹裸鼻雀在其分布区内为留鸟，其栖息在半开放的高大树木组成的森林中，食性为草食性，主要食物来源是水果。
金肩纹裸鼻雀分布于巴西东南部巴伊亚州南部至米纳斯吉拉斯州东部和圣卡塔琳娜州。该物种是单型物种，没有亚种分化。